# Ole Henriksen (politiker)
 Der er flere personer med dette navn, se Ole Henriksen.
Ole Henriksen (29. august 1934 – 20. februar 2013) var en dansk politiker.
Henriksen blev uddannet klejnsmed og blev tillidsmand. I 1970 blev han næstformand og sekretær i Metalarbejderforbundets afdeling 13 og havde især overenskomster som arbejdsområde. Han var medlem af SF, hvor han 1972 blev medlem af partiets hovedbestyrelse og 1974 blev partiets første næstformand, hvilket han var frem til 1982. I 1976 var han i perioder fungerende formand.
I 1977 blev han valgt til Folketinget i Hvidovrekredsen, hvor han sad til 1979 og atter fra 1981 til 1990.